# John Dennis
John Dennis (nacido en Jersey City, Estados Unidos, 7 de septiembre de 1946) es un político estadounidense quien se enfrentó a Nancy Pelosi en las elecciones de la Cámara de Representantes de los Estados Unidos en 2010 para ser el próximo candidato del 8.º distrito electoral de California.
El 8 de junio de 2010 Dennis recibió el 54% de los votos en la elección primaria del Partido Republicano de los Estados Unidos y se convirtió en el candidato republicano.

## Biografía
John Dennis nació en Jersey City en una vivienda pública. Su padre fue estibador y su madre administrativa. Tras recibir su grado en administración de empresas de la Universidad de Fordham, co-fundió Humanscale, una compañía fabricante de muebles ergonómicos de oficina.
Tras una carrera variada en cooperación internacional y marketing, Dennis creó Foundation Real Estate, una campañía de inversión basada en San Francisco.
John vive con su mujer Heather y su hija Devan en San Francisco.

## Actividades políticas
Dennis es miembro de Republican Liberty Caucus y el fundador de su capítulo en San Francisco, así como el director actual de la campaña por la libertad de esta ciudad.
John Dennis apoyó a Ron Paul en la elección presidencial del 2008. Por su parte Paul le está apoyando a Dennis en su intento de derrotar a la presidenta de la Cámara de Representantes, Nancy Pelosi, en las elecciones de 2010.